# Synophis lasallei
Synophis lasallei är en ormart som beskrevs av Maria 1950. Synophis lasallei ingår i släktet Synophis och familjen snokar. Inga underarter finns listade i Catalogue of Life.
Denna orm förekommer i Colombia nordväst om Bogota. Den hittades i bergstrakter vid cirka 2200 meter över havet. Individerna lever i molnskogar och de har små ödlor och grodor som föda. Honor lägger ägg.
Synophis lasallei registrerades nära stora samhällen och den kan hotas av skogsröjningar. Populationens storlek är inte känd. IUCN kategoriserar arten globalt som otillräckligt studerad.